# Desmopachria subnotata
Desmopachria subnotata är en skalbaggsart som beskrevs av Zimmermann 1921. Desmopachria subnotata ingår i släktet Desmopachria och familjen dykare. Inga underarter finns listade i Catalogue of Life.